# Chrysichthys platycephalus
Chrysichthys platycephalus é uma espécie de peixe da família Claroteidae.
Pode ser encontrada nos seguintes países: Burundi, República Democrática do Congo, Tanzânia e Zâmbia.
Os seus habitats naturais são: marismas de água doce.